# Guanabenz
Guanabenz  è un composto chimico, un derivato della aminoguanidina, dotato di attività alfa agonista, che a livello del sistema nervoso centrale si lega al recettore adrenergico α2. In clinica viene utilizzato come farmaco per il controllo dell'ipertensione arteriosa. Un prodotto del suo metabolismo è guanoxabenz, a sua volta farmacologicamente attivo e dotato anch'esso di proprietà antipertensive.

## Chimica
Il composto si presenta come una polvere bianca o biancastra, quasi completamente inodore. Scarsamente solubile in acqua ed in acido cloridrico è invece solubile in etanolo e in glicole propilenico. Una soluzione acquosa contenente lo 0,7% della molecola ha un pH da 5,5 a 7.0.

## Farmacodinamica
L'attività antiipertensiva di guanabenz sembra essere in relazione ad una stimolazione dei recettori adrenergici alfa del sistema nervoso centrale (SNC). L'azione agonista sui citati recettori comporta una diminuzione del tono simpatico centrale, per inibizione a livello presinaptico di neuroni eccitatori la via simpatica.

La ridotta scarica simpatica sul cuore, reni, e sistema vascolare periferico si traduce in una riduzione della pressione arteriosa sistolica e diastolica e in un leggero rallentamento della frequenza cardiaca.

## Farmacocinetica
A seguito di somministrazione per via orale l'assorbimento del farmaco da parte del tratto gastrointestinale è buono e rapido, aggirandosi intorno al 75%. La biodisponibilità tuttavia è piuttosto bassa a causa di un marcato metabolismo di primo passaggio. Il picco di concentrazione plasmatica (Cmax) viene raggiunto dopo circa 2-5 ore (Tmax) dalla somministrazione. L'attività farmacologica ha inizio dopo circa 1 ora dall'assunzione e perdura per circa 12 ore. Il legame con le proteine plasmatiche è elevato (90% circa). L'emivita plasmatica si aggira intorno alle 6 ore. Il farmaco è  metabolizzato a livello della ghiandola epatica. L'eliminazione dall'organismo avviene attraverso l'emuntorio renale ed in misura minore (16% circa) con le feci.

## Usi clinici
Il composto viene utilizzato nel trattamento dell'ipertensione arteriosa. Tendenzialmente i pazienti che assumono la molecola presentano una bassa incidenza di ipotensione ortostatica pertanto guanabenz risulta una buona scelta alternativa ad altri bloccanti adrenergici centrali gravati da questo effetto collaterale.
Il farmaco può essere utilizzato da solo oppure in associazione ad un diuretico (generalmente un tiazidico).

## Effetti collaterali e indesiderati
In corso di terapia con guanabenz si possono verificare diversi disturbi gastrointestinali: dispepsia, secchezza delle fauci, nausea e vomito, stipsi o diarrea, dolore addominale. Molti pazienti possono sperimentare cefalea, vertigini, sedazione, sonnolenza, disturbi del sonno.
Con minore frequenza si possono osservare ipotensione ortostatica, dolore toracico, aritmie, cardiopalmo, blocco atrioventricolare.
Sono state segnalate anche turbe delle funzioni sessuali ed in particolare diminuzione della libido ed impotenza.

## Controindicazioni
Il farmaco è controindicato nei soggetti con ipersensibilità individuale nota al principio attivo oppure ad uno qualsiasi degli eccipienti della formulazione farmacologica.

Controindicazioni relative sono rappresentate dalla presenza di patologie mediche preesistenti quali malattia cerebrovascolare, insufficienza coronarica o infarto del miocardio recente (tutte potenzialmente aggravabili da una riduzione della pressione arteriosa)

## Sovradosaggio
In caso di intossicazione volontaria od accidentale il paziente manifesta i segni tipici di un generale depressione del simpatico, ed in particolare bradicardia, letargia, sonnolenza con tendenza al coma, irritabilità e depressione respiratoria che può giungere fino all'apnea. Si deve istituire un trattamento d'emergenza prima possibile ricorrendo allo svuotamento gastrico mediante aspirazione e lavanda gastrica ed eseguendo le normali procedure di supporto alle funzioni vitali. Utile è la somministrazione di fluidi, di farmaci analettici respiratori, atropina e farmaci vasopressori (ad esempio dopamina). La somministrazione di naloxone è di scarsa utilità.

## Gravidanza e allattamento
Non esistono dati sicuri ed affidabili sull'utilizzo di guanabenz sufficienti per valutarne il profilo di sicurezza d'impiego in donne in stato di gravidanza e che allattano al seno.

Studi sui topi hanno mostrato che guanabenz a dosi elevate può provocare un aumento di anomalie scheletriche. Questi dati non sono stati confermati da studi su conigli o ratti.
Guanabenz oltrepassa la barriera placentare mentre non è noto se possa essere secreto nel latte umano. Per questi motivi guanabenz dovrebbe essere assunto in gravidanza solo se i vantaggi attesi per la madre superano il potenziale rischio per il feto.
La Food and Drug Administration ha inserito guanabenz in classe C per l'uso in gravidanza. In questa classe sono inseriti i farmaci i cui studi riproduttivi sugli animali hanno rilevato effetti dannosi sul feto (teratogenico, letale o altro) oppure quei farmaci per cui non sono disponibili studi controllati sull'uomo e talvolta né sull'uomo né sull'animale.